# Marina Sanfilippo
Marina Sanfilippo (Roma, 1959) es una filóloga, docente e investigadora en la UNED y narradora.

## Biografía
Nació en Roma en 1959.Es Dottoressa in Lingue e Letterature Straniere Moderne por la Universidad La Sapienza en 1989. Se licenció en Filología Hispánica por la UNED en 2001. Y en 2006 se doctoró por la UNED con la tesis El renacimiento de la narración oral en Italia y España (1985-2005).
A lo largo de su trayectoria profesional ha combinado una doble faceta laboral: por un lado, la de docente, investigadora y coordinadora de coloquios y seminarios; y por otro lado, la de narradora y creadora.

### Trayectoria como narradora
En 1993 fue una de las fundadoras del Grupo Trécola, junto con las narradoras Brigitte Arnaudiès y Cristina Mirinda. Durante casi dos décadas, ofrecieron espectáculos de narración oral en castellano, francés o italiano dirigidos a personas adultas y público familiar en diferentes espacios: salas de teatro, cafés, casas de la cultura, centros educativos, Escuelas Oficiales de Idiomas, cárceles, festivales, etc.

### Trayectoria académica
Es profesora titular de filología italiana en la UNED. Su principal línea de investigación es la oralidad artística y popular. Y a lo largo de los años se ha centrado en centran en temas concretos vinculados con la oralidad como: narración oral y popular, italiana y europea; literatura italiana y comparada de autoría femenina; teatro italiano en perspectiva comparatista, sobre todo en época humanística y renacentista o en la escena contemporánea; literatura de la Shoah; desarrollo de las competencias orales en Italiano L2 o LE.
A partir del 2008, forma parte del Seminario Permanente sobre Literatura y Mujer, de la Facultad de Filología de la UNED, del que es coordinadora. En varios coloquios organizados por el Seminario, la narración oral ha encontrado un hueco de difusión y análisis desde diferentes campos de investigación, con la colaboración de universidades nacionales y extranjeras. Además, la perspectiva de género también ha estado presente, dándoles visibilidad a los “cuentos de viejas (que no de viejos)”,no sólo desde el rol de informante, sino reflejando la capacidad creadora de la mujer. Relatos desconocidos, con personajes femeninos poco convencionales y el trabajo de narradoras que no solo se quedaron en el ámbito doméstico, fueron rescatados del olvido gracias a sus investigaciones y publicaciones.Su trabajo ha abierto caminos inspiradores para futuras investigaciones, que permiten ver más allá de los estereotipos y lo políticamente correcto al orden establecido.Sus investigaciones han derivado en diversas publicaciones en revistas científicas, libros o materiales multimedia.
Entre 2018 y 2024 dirigió un curso de verano relacionado con la narración oral en el Centro Asociado de la UNED de Guadalajara, que coordinó Pep Bruno.También en este espacio logra trabajar de forma transversal con diferentes disciplinas, entretejiendo un abanico de posibilidades al mundo de los cuentos. Desde 2022, en el marco del Instituto de investigación en Humanidades y Patrimonio de la UNED coordina el festival Cuentos en la noche en Alcañiz, que acoge desde 2025 las ediciones del curso de verano sobre narración oral.
En 2014, dirigió en la UNED dos congresos vinculados a la narración oral en femenino: las Jornadas Internacionales “Tomo la palabra. Mujeres, voz y narración oral”;y en 2021el Coloquio “Cuentos y Mujeres en la cultura y el imaginario desde la Modernidad hasta hoy”.
Ha dirigido una investigación financiada por la Unión Europea sobre la narración oral de historias de vida vinculada a la figura de Antonio Meucci (“Antonio Meucci y el cable del destino”. Y forma parte del equipo de investigación del proyecto “El corpus de la narrativa oral en la cuenca occidental del Mediterráneo: estudio comparativo y edición digital".

## Premios y reconocimientos
- 2006 Premio extraordinario de doctorado por la UNED.[3]
- 2023 Socia de Honor de AEDA, por su trayectoria profesional y su gran aporte a la narración oral